# Milt Minter

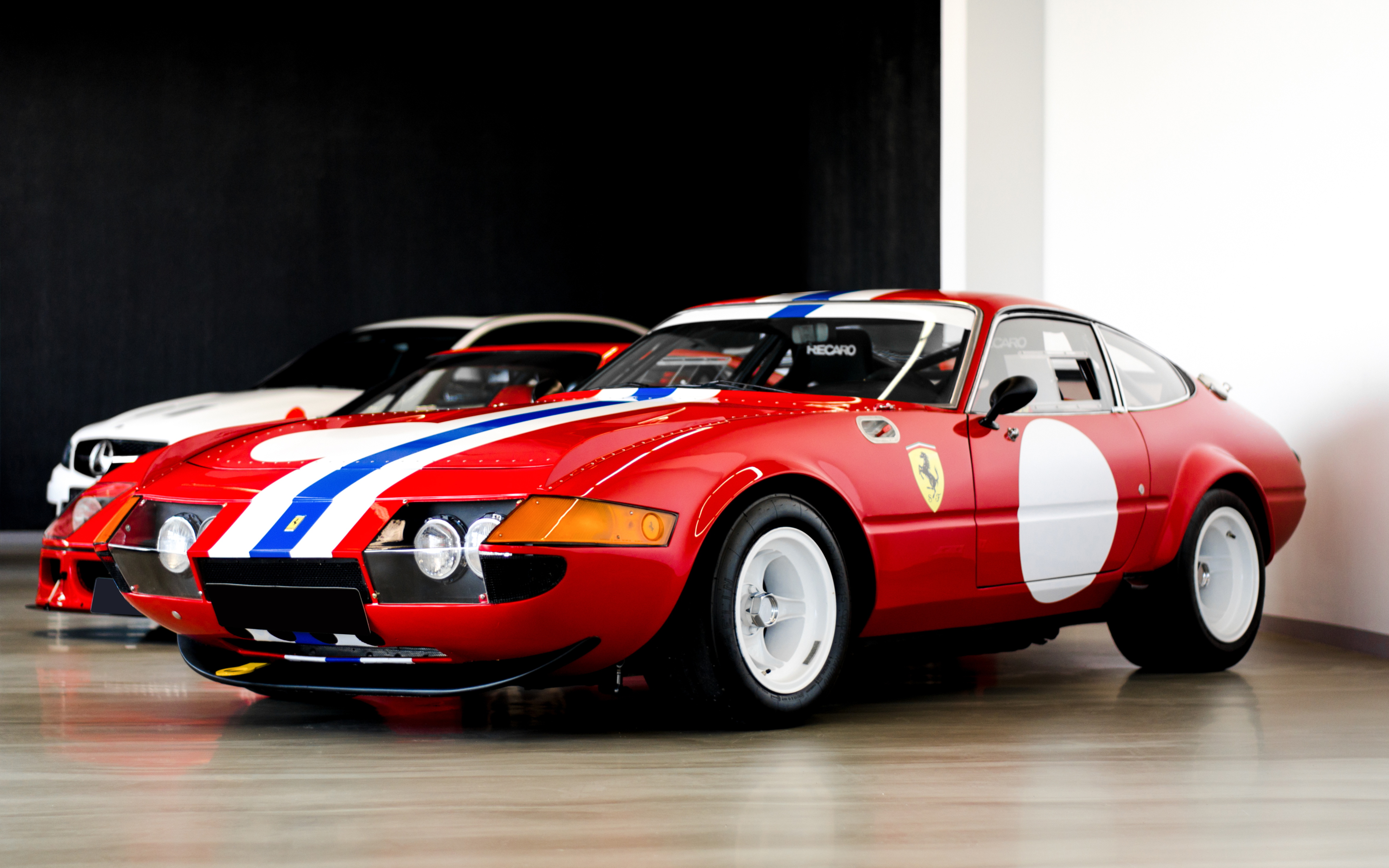
Auf einem Ferrari 365 GTB/4 Competizione beendete Milt Minter das 24-Stunden-Rennen von Daytona 1973 als Gesamtzweiter

Milton Nelson "Milt" Minter (* 24. November 1933 in Sanger; † 23. Dezember 2004 ebenda) war ein US-amerikanischer Automobilrennfahrer und Rennstallbesitzer.

## Karriere
Nach seiner Schulzeit tat Minter in den frühen 1950er-Jahren als Nachrichtentechniker Dienst in der United States Army. Seine Rennkarriere begann 1957 und hielt vier Jahrzehnte an. Seine ersten Erfolge erzielte er 1964 in der SCCA-Sportwagen-Meisterschaft, wo er erste Gesamtsiege erreichen konnte. Ab Mitte der 1960er-Jahre ging er regelmäßig in der Trans-Am-Serie an den Start. 1973 verlieh ihm die Porsche-Geschäftsleitung den Pedro-Rodríguez-Award, für den engagiertesten Fahrer in Nordamerika. In diesem Jahr wurde er Gesamtzweiter in der Can-Am-Serie, Zweiter beim 12-Stunden-Rennen von Sebring und gewann gemeinsam mit François Migault die GT-Klasse beim 24-Stunden-Rennen von Daytona. 
Milter, der zeitweise auch ein eigenes Rennteam unterhielt, war in den 1970er- und 1980er-Jahren erfolgreich in der IMSA-GT- und der IMSA-GTP-Serie aktiv; die meisten seiner Rennen bestritt er auf Rennfahrzeugen der Marke Porsche. Er starb im Dezember 2004 an den Folgen einer Krebserkrankung.

## Statistik

### Le-Mans-Ergebnisse
| Jahr | Team                       | Fahrzeug                | Teamkollege    | Teamkollege    | Platzierung | Ausfallgrund       |
| ---- | -------------------------- | ----------------------- | -------------- | -------------- | ----------- | ------------------ |
| 1973 | North American Racing Team | Ferrari 365 GTB/4       | Sam Posey      |                | Ausfall     | Zylinder überhitzt |
| 1974 | Paul Blancpain             | Porsche 911 Carrera RSR | Michael Keyser | Paul Blancpain | Rang 20     |                    |
| 1979 | Interscope Racing          | Porsche 935             | Ted Field      | John Morton    | Ausfall     | Motorschaden       |

### Sebring-Ergebnisse
| Jahr | Team                       | Fahrzeug            | Teamkollege         | Teamkollege     | Platzierung | Ausfallgrund |
| ---- | -------------------------- | ------------------- | ------------------- | --------------- | ----------- | ------------ |
| 1968 | Mathews Racing Team        | Ford Mustang        | Sam Posey           |                 | Ausfall     | Bremsen      |
| 1972 | Roland Brezinka            | Porsche 910         | Roman Pechmann      | Rudy Bartling   | Rang 7      |              |
| 1973 | Toad Hall Motor Racing     | Porsche Carrera RSR | Michael Keyser      |                 | Rang 2      |              |
| 1975 | North American Racing Team | Ferrari 365 GT4/BB  | Eppie Wietzes       |                 | Rang 6      |              |
| 1976 | Bill Scott                 | VW Scirocco         | Bill Scott          |                 | Ausfall     | Defekt       |
| 1977 | Ramsey Ferrari of SF       | Ferrari 365 GTB/4   | Bob Bondurant       | Dick Smothers   | Ausfall     | Unfall       |
| 1978 | McLaren North America      | BMW 320i Turbo      | David Hobbs         | Tom Klausler    | Ausfall     | Unfall       |
| 1979 | Whittington Bros. Racing   | Porsche 934         | Dale Whittington    | Don Whittington | Ausfall     | Aufhängung   |
| 1981 | Marty Hinze Racing         | Porsche 935K3       | Bill Whittington    | Marty Hinze     | Rang 3      |              |
| 1982 | Marketing Corporation      | Ford Mustang        | John Bauer          |                 | Rang 15     |              |
| 1983 | Grid Motor Racing          | Grid Plaza S1       | Skeeter McKitterick |                 | Rang 12     |              |
| 1985 | Marty Hinze Racing         | Porsche 935K3       | Art Yarosh          | Marty Hinze     | Ausfall     | Aufhängung   |

### Einzelergebnisse in der Sportwagen-Weltmeisterschaft
| Saison | Team                                           | Rennwagen                             | 1   | 2   | 3   | 4   | 5   | 6   | 7   | 8   | 9   | 10  | 11  | 12  | 13  | 14  | 15  | 16  | 17  |
| ------ | ---------------------------------------------- | ------------------------------------- | --- | --- | --- | --- | --- | --- | --- | --- | --- | --- | --- | --- | --- | --- | --- | --- | --- |
| 1968   | Mathews Racing                                 | Ford Mustang                          | DAY | SEB | BRH | MON | TAR | NÜR | SPA | WAT | ZEL | LEM |     |     |     |     |     |     |     |
| 1968   | Mathews Racing                                 | Ford Mustang                          | DNF |     |     |     |     |     |     |     |     |     |     |     |     |     |     |     |     |
| 1972   | Roland Brezinka Zipper Racing                  | Porsche 910 Alfa Romeo T33            | BUA | DAY | SEB | BRH | MON | SPA | TAR | NÜR | LEM | ZEL | WAT |     |     |     |     |     |     |
| 1972   | Roland Brezinka Zipper Racing                  | Porsche 910 Alfa Romeo T33            |     |     | 7   |     |     |     |     |     |     |     | DNF |     |     |     |     |     |     |
| 1973   | NART Hall Motor                                | Ferrari 365 GTB/4 Porsche Carrera RSR | DAY | VAL | DIJ | MON | SPA | TAR | NÜR | LEM | ZEL | WAT |     |     |     |     |     |     |     |
| 1973   | NART Hall Motor                                | Ferrari 365 GTB/4 Porsche Carrera RSR | 2   |     |     |     |     |     |     | DNF |     | 8   |     |     |     |     |     |     |     |
| 1974   | Paul Blancpain Hall Motor                      | Porsche Carrera RSR                   | MON | SPA | NÜR | IMO | LEM | ZEL | WAT | LEC | BRH | KYA |     |     |     |     |     |     |     |
| 1974   | Paul Blancpain Hall Motor                      | Porsche Carrera RSR                   |     |     |     |     | 20  |     | 10  |     |     |     |     |     |     |     |     |     |     |
| 1975   | NART                                           | Ferrari 365 GTB/4                     | DAY | MUG | DIJ | MON | SPA | PER | NÜR | ZEL | WAT |     |     |     |     |     |     |     |     |
| 1975   | NART                                           | Ferrari 365 GTB/4                     | 28  |     |     |     |     |     |     |     |     |     |     |     |     |     |     |     |     |
| 1976   | Scott Racing                                   | VW Scirocco                           | MUG | VAL | NÜR | MON | SIL | IMO | NÜR | ZEL | PER | WAT | MOS | DIJ | DIJ | SAL |     |     |     |
| 1976   | Scott Racing                                   | VW Scirocco                           |     |     |     |     |     |     | DNF |     |     |     |     |     |     |     |     |     |     |
| 1977   | Ramsey Ferrari                                 | Ferrari 365 GTB/4                     | DAY | MUG | DIJ | MON | SIL | NÜR | VAL | PER | WAT | EST | LEC | MOS | IMO | SAL | BRH | HOK | VAL |
| 1977   | Ramsey Ferrari                                 | Ferrari 365 GTB/4                     | 5   |     |     |     |     |     |     |     |     |     |     |     |     |     |     |     |     |
| 1978   | Interscope Racing McLaren Desperado Racing IPD | Porsche 935 BMW 320i Volvo 142        | DAY | SEB | MUG | TAL | DIJ | SIL | NÜR | LEM | MIS | DAY | WAT | VAL | ROD |     |     |     |     |
| 1978   | Interscope Racing McLaren Desperado Racing IPD | Porsche 935 BMW 320i Volvo 142        | 56  | DNF |     | DNF |     |     |     |     |     |     |     |     | 9   |     |     |     |     |
| 1979   | Whittington Brothers Interscope Racing         | Porsche 934 Porsche 935               | DAY | SEB | MUG | TAL | DIJ | RIV | SIL | NÜR | LEM | PER | DAY | WAT | SPA | BRH | ROA | VAL | ELS |
| 1979   | Whittington Brothers Interscope Racing         | Porsche 934 Porsche 935               |     | DNF |     |     |     | DNF |     |     | DNF |     |     |     |     |     | 3   |     |     |
| 1980   | Interscope Racing Electrodyne                  | Porsche 935                           | DAY | BRH | SEB | MUG | MON | RIV | SIL | NÜR | LEM | DAY | WAT | SPA | MOS | ROA | VAL | DIJ |     |
| 1980   | Interscope Racing Electrodyne                  | Porsche 935                           | 3   |     |     |     |     | DNF |     |     |     |     |     |     |     | DNF |     |     |     |
| 1981   | Interscope Racing Hinze Racing                 | Porsche 935                           | DAY | SEB | MUG | MON | RIV | SIL | NÜR | LEM | PER | DAY | WAT | SPA | MOS | ROA | BRH |     |     |
| 1981   | Interscope Racing Hinze Racing                 | Porsche 935                           | DNF | 3   |     |     |     |     |     |     |     |     |     |     |     |     |     |     |     |